# Liste der Generalgouverneure von Barbados

Flagge des Generalgouverneurs von Barbados

Liste der Generalgouverneure von Barbados. Am 30. November 2021 wurde Barbados zur parlamentarischen Republik und Sandra Mason zur ersten Präsidentin des Landes.
Die Früheren Gouverneure finden sich in der Liste der Gouverneure von Barbados.
| Name                      | Lebensdaten | Amtszeit                           |
| ------------------------- | ----------- | ---------------------------------- |
| Sir John Montague Stow    | 1911–1997   | 30. November 1966 – 18. Mai 1967   |
| Sir Arleigh Winston Scott | 1900–1976   | 18. Mai 1967 – 9. August 1976      |
| William Douglas           | 1921–2003   | 9. August 1976 – 17. November 1976 |
| Sir Deighton Lisle Ward   | 1909–1984   | 17. November 1976 – 9. Januar 1984 |
| William Douglas           | s. o.       | 9. Januar 1984 – 24. Februar 1984  |
| Sir Hugh Springer         | 1913–1994   | 24. Februar 1984 – 6. Juni 1990    |
| Dame Nita Barrow          | 1916–1995   | 6. Juni 1990 – 19. Dezember 1995   |
| Sir Denys Williams        | 1929–2014   | 19. Dezember 1995 – 1. Juni 1996   |
| Sir Clifford Husbands     | 1926–2017   | 1. Juni 1996 – 31. Oktober 2011    |
| Elliot Belgrave           | * 1931      | 1. November 2011 – 30. Mai 2012    |
| Sandra Mason              | * 1949      | 30. Mai 2012 – 1. Juni 2012        |
| Sir Elliot Belgrave       | s. o.       | 1. Juni 2012 – 30. Juni 2017       |
| Sir Philip Greaves        | * 1931      | 1. Juli 2017 – 8. Januar 2018      |
| Dame Sandra Mason         | * 1949      | 8. Januar 2018 – 30. November 2021 |